# Cratere Kalimantan
Kalimantan è un cratere sulla superficie di Mathilde.